# Goyescas (ópera)
Goyescas es una ópera en un acto y 3 cuadros, compuesta por Enrique Granados en el año 1915, con libreto en español de Fernando Periquet con melodías tomadas de su suite para piano del año 1911, denominada de forma homónima Goyescas. Se inspiró en cartones para tapices de Goya. Posteriormente se produjo su adaptación al cine.

## Personajes
| Personaje | Tesitura     | Elenco del estreno, 28 de enero de 1916 (Director: Gaetano Bavagnoli) |
| --------- | ------------ | --------------------------------------------------------------------- |
| Rosario   | soprano      | Anna Fitziu                                                           |
| Fernando  | tenor        | Giovanni Martinelli                                                   |
| Pepa      | mezzosoprano | Flora Perini                                                          |
| Paquiro   | barítono     | Giuseppe De Luca                                                      |
| Cantante  | tenor        | Max Bloch                                                             |

## Historia de la obra
La Primera Guerra Mundial impidió que se estrenara en la Opéra de París. Se estrenó el 28 de enero de 1916 en el Metropolitan Opera de Nueva York. Fue la primera ópera que se representó allí en español. Emparejada en programa doble con los Pagliacci de Leoncavallo, el elenco de la ópera incluyó a los destacados artistas Giovanni Martinelli y Giuseppe De Luca. La producción escénica fue dirigida por Jules Speck. Los decorados fueron del diseñador milanés Antonio Rovescalli, y el vestuario de G. B. Santoni que siguió las pinturas de Goya.
Fue un gran éxito. En su crítica para el New York Times, Richard Aldrich escribió que la música estaba "profundamente sentida" y poseía "un intenso color nacional". A la vuelta de Estados Unidos, Granados falleció al ser torpedeado el barco en el que regresaba por un submarino alemán. 
A pesar de este éxito, la breve ópera nunca ha encontrado un lugar permanente en el repertorio operístico. No ha repetido en el Met después de las cinco representaciones originales. Más recientemente, Goyescas fue presentada en una producción bien recibida en Central City Opera (Colorado) en 2003. Esta ópera rara vez se representa en la actualidad; en las estadísticas de Operabase aparece con sólo 1 representación en el período 2005-2010.
Granados manifestó en vida su interés en reorquestar la obra pero la muerte lo sorprendió antes de ejecutar su plan. Hacia los años noventa, la editorial Tritó encargó al compositor Albert Guinovart que realizara una nueva orquestación que ha sido también grabada en una versión de la orquesta de Cadaqués.
El Intermezzo de la ópera se ha convertido en una pieza de concierto independiente popular. Se interpreta en arreglos para orquesta, y para violonchelo y piano.
Una película española de Goyescas, adaptada de la ópera, se realizó en 1942. La dirigió Benito Perojo y estaba protagonizada por Imperio Argentina.

## Antecedentes
Granados se inspiró para escribir su popular suite para piano en las pinturas de Francisco de Goya. Después de la entusiasta respuesta a la obra a piano, se vio animado a componer la ópera por Ernest Schelling, un pianista estadounidense que estrenó la suite en los EE. UU.
En relación con Goyescas, el compositor escribió, 

"Estoy enamorado de la psicología de Goya, de su paleta, de su persona, de su musa, la duquesa de Alba, de las disputas que sostenía con sus modelos, de sus amores y lisonjas. Ese rosado blancuzco de las mejillas, que contrasta con el matiz del terciopelo negro; esas criaturas subterráneas, las manos de nácar y jazmín reposando sobre los abalorios, me han poseído."

Como se ha señalado más arriba, la ópera no se escribió como una obra enteramente nueva. Se basaba en temas de su famosa suite para piano, que había orquestado y aumentado hasta formar una obra de tres escenas.  El libreto tuvo que ajustarse a las melodías ya existentes, lo opuesto a lo habitual a la hora de escribir una ópera. Aunque la ópera se representa raras veces, la suite para piano forma parte del repertorio romántico para piano estándar. Gaetano Bavagnoli dirigió el estreno, el 28 de enero de 1916. Lo protagonizaron Anna Fitziu (Rosario), Giovanni Martinelli (Fernando), Flora Perini (Pepa), Giuseppe De Luca (Paquiro) y Max Bloch (Cantante).
El éxito del estreno en el Met de Goyescas llevó indirectamente a la muerte de Granados. Fue invitado por el presidente Woodrow Wilson para que interpretase un recital de piano en la Casa Blanca, lo que hizo que pospusiera su regreso a España. Granados y su esposa perdieron la vida el 24 de marzo de 1916 cuando su barco, el vapor francés Sussex, fue torpedeado por un U-boat alemán en el Canal de la Mancha.

## Grabaciones
- Consuelo Rubio (Rosario), Gines Torrano (Fernando), Ana-Maria Iriarte (Pepa), Manuel Ausensi (Paquiro); Madrid Cantores, Orquesta Nacional de España, Ataúlfo Argenta (director); Decca Records LXT 5308 (1 LP) 1955
- María Bayo (Rosario), Ramón Vargas (Fernando), Lola Casariego (Pepa), Enrique Baquerizo (Paquiro); Orfeón Donostiarra, Orquesta Sinfónica de Madrid, Antoni Ros-Marbà (director); Auvidis V4791 (1 CD) 1996
- Rafaella Angeletti (Rosario), Yikun Chung (Fernando), Francesca Franci (Pepa), Davide Damiani (Paquiro); Coro y Orquesta del Teatro Lírico de Cagliari, Rafael Frühbeck de Burgos (director); Dynamic CDS380 (CD) 2001 live
- Carmen González (Rosario), Josep Ruiz (Fernando), Maite Arruabarrena (Pepa), Alfonso Echevarría (Paquiro); Coral de Bilbao, Orquesta de Cadaqués, Gianandrea Noseda (director); TRITÓ TD00002 (CD) 1997